# Relations
Pour les concepts, voir Relation.
 (juillet 2025).
Il peut être nécessaire de l'améliorer pour respecter le principe de neutralité de point de vue. Veuillez consulter la page de discussion pour plus de détails.

Fondée en 1941 par les jésuites Jean-d'Auteuil Richard et Jacques Cousineau, Relations est l'une des publications francophones ayant connu la plus grande longévité au Québec. Elle a été publiée sans interruption jusqu’à sa suspension le 21 mars 2024 par le conseil d'administration du Centre justice et foi, qui produisait la revue depuis 1983.
Relations a mis fin à ses activités à la suite de la fermeture définitive du Centre justice et foi, en janvier 2025. Des défis financiers et organisationnels ont été évoqués, mais ces raisons ont été vivement contestées et critiquées, tout comme la suspension et la fermeture de la revue, car accompagnées par la mise à pied abrupte de son personnel pour une durée indéterminée. Ces décisions ont suscité un conflit entre le conseil d’administration, les Jésuites du Canada et les employés de la revue (et du Centre). Une importante mobilisation en faveur de ces derniers a eu lieu, incluant entre autres une déclaration de soutien signée par plus de 1300 personnes. Plusieurs articles ont traité de l'affaire, notamment dans Le Devoir, Présence Info, les Nouveaux Cahiers du socialisme, À bâbord!.

## Histoire

### Fondation
La revue Relations, fondée en janvier 1941, est une initiative de l'École sociale populaire, soit le centre de documentation, d’information, de recherche et d’action sociale, de la Compagnie de Jésus, qui deviendra le Centre justice et foi en 1983,. Ses fondateurs, les jésuites Jean-d’Auteuil Richard et Jacques Cousineau, revenaient d’Europe où ils avaient complété leurs études en sciences sociales. Inspirés par l’action ouvrière et les courants novateurs du catholicisme social en Europe, ils entendaient donner une nouvelle orientation à l’École sociale populaire, fondée en 1911 dans le but de former des prêtres et laïcs à la doctrine sociale de l’Église,.

### 1948: L'affaire silicose
En mars 1948, le numéro de Relations dénonçant les conditions de vie et les conséquences de la maladie pulmonaire dont sont victimes les travailleurs d'une mine appartenant au groupe financier Timmins, à Saint-Rémi-d'Amherst, dans les Laurentides, crée une onde de choc dans son lectorat et dans la société québécoise. Le journaliste d’enquête Burton Ledoux y publie «La silicose–De Saint-Rémi-d’Amherst à l’Ungava», un dossier de 20 pages dans lequel il documente les piètres conditions de travail des mineurs de silice. Jean d’Auteuil-Richard signe l'éditorial «Les victimes de Saint-Rémi sont nos frères», accompagné de la liste des mineurs emportés par la silicose. Le dossier, repris dans le bulletin paroissial à l’échelle du Québec, aura un grand retentissement. Si bien que le groupe Timmins menace les jésuites d'une poursuite en diffamation. Jean-d'Auteuil Richard, alors directeur de la revue, est démis de son poste et affecté à d'autres fonctions à Sudbury en Ontario, tandis que le père Adélard Dugré, directeur par intérim de la revue, publie une rétractation en juillet 1948. Le Devoir prendra le relais et publiera la suite de l'enquête de Burton Ledoux portant cette fois sur l'amiantose, une autre maladie industrielle. Parue en janvier 1949 dans Le Devoir, cette enquête sera l’élément déclencheur de la célèbre Grève de l'amiante, à Thedford Mines, dans les Cantons de l'Est. Une équipe plus conservatrice dirigera Relations de juillet 1948 jusqu’à la fin des années 1950. L'ouvrage dirigé par l'historienne Suzanne Clavette, L'affaire silicose, par deux fondateurs de Relations ainsi que le documentaire de Bruno Carrière 1948, l'affaire silicose traitent de cette affaire.

### Les années 1960 et 1970
Deux dynamiques sociales de la société québécoise au cours de la décennie 1960 ont fait l'objet d'analyses dans la revue Relations : la Révolution tranquille et le Concile Vatican II. Relations s’inscrit dans les débats de l’époque sur l’encyclique Pacem in terris, la Commission royale d'enquête sur l'enseignement (Commission Parent), la création de la Caisse de dépôt et placement du Québec et la protection de la langue française au Québec, entre autres.

De 1971 à 1975, dans la foulée de la théologie de la libération qui prend son essor en Amérique latine et connaît des échos jusqu’au Québec, un examen critique des pratiques et des enseignements de l'Église catholique, notamment celle de Montréal, donnera lieu à des remises en question tant sur les plans dogmatique, éthique et politique. Source de tensions avec la hiérarchie jésuite, ce tournant plus critique de la revue finira par entraîner, en 1976, la dissolution de son comité de rédaction et la nomination d’un nouveau comité placé sous la tutelle d’un conseil de direction chargé d’approuver les nouveaux membres. Selon le théologien Gregory Baum, ce changement de cap abrupt est en partie lié aux «prises de position de Relations en faveur de courants marxistes et révolutionnaires et d’un changement radical dans l’Église [qui] déplaisaient grandement à certains jésuites, ici et à Rome, ainsi qu’à des évêques québécois». 

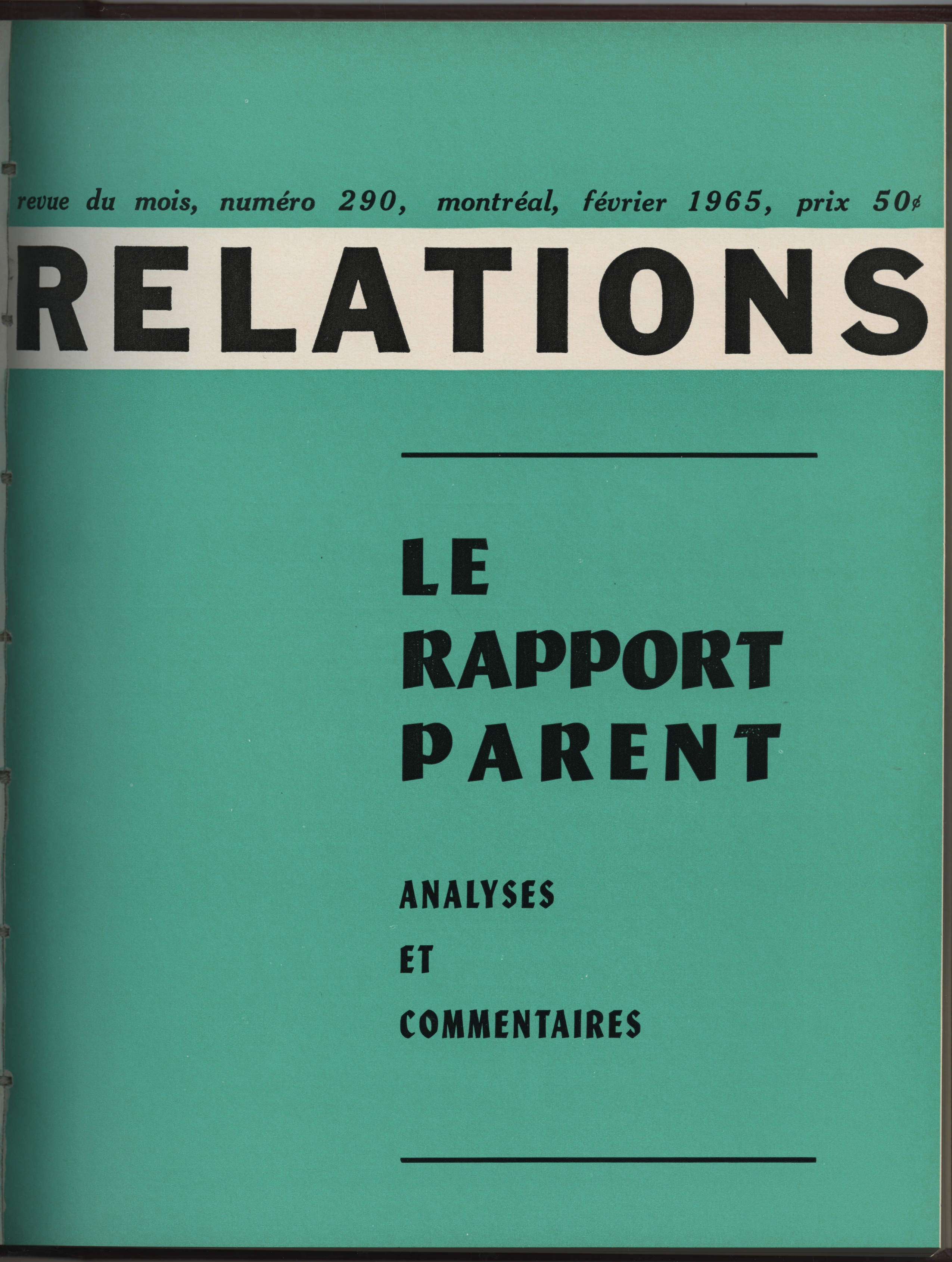

### Les années 1980-1990
Au lendemain de la défaite référendaire de mai 1980 au Québec, «[la] revue cherchait à réconcilier l’intérêt du Québec, l’accueil des immigrants et la justice sociale, traquant les inégalités et les discriminations sur tous les fronts. En proposant de passer du nationalisme ethnique au nationalisme «territorial», Relations franchissait un point de non-retour au bénéfice d’une meilleure santé démocratique qui fait place à chaque citoyenne et citoyen, quelle que soit son origine», écrit Gisèle Turcot dans les Chroniques du 70e anniversaire de la revue.
Cette période marque aussi la participation croissante des femmes. En 1979, une première femme – Ginette Boyer – intègre le comité de rédaction de Relations jusqu’alors dominé par des jésuites. Par la suite, la place des femmes dans la revue ne cessera de se développer, tant dans ses équipes que dans ses textes et dossiers portant notamment sur la place des femmes en Église, le féminisme, l'écoféminisme, les violences sexuelles, etc. Gisèle Turcot est la première femme rédactrice en chef puis directrice de Relations de 1986 à 1993. Carolyn Sharp dirige la revue de 1992 à 1999. Élisabeth Garant, en tant que directrice du Centre justice et foi, en assume la direction de 2007 à 2022, période où Catherine Caron sera rédactrice en chef adjointe (2009-2019, quittant en 2023). Au moment de la suspension de Relations en 2024 et jusqu'à sa fermeture, la direction était assumée par Isabelle Lemelin et un trio d’éditrices/rédactrices, composé de Myriam Cloutier, Isabelle Kirouac Massicotte et Julie Perreault, assurait sa production éditoriale.

### Le tournant des années 2000
En septembre 2000, Relations, sous l’impulsion de son rédacteur en chef Jean Pichette (1999-2002) et de la directrice artistique Mathilde Hébert, prend un nouveau départ. Publiant alors 8 numéros par an, elle renouvelle en profondeur sa maquette et lie ses dossiers thématiques aux œuvres d’artistes invités parmi lesquels figurent Marc Séguin, Lino, Stéphanie Béliveau, Armand Vaillancourt, René Derouin, Virginia Pésémapéo Bordeleau, Jacques Goldstyn, Eruoma Awashish, Christian Tiffet et Dominique Blain; elle est désormais vendue en kiosques. L’attention qu’elle portait depuis plusieurs années aux enjeux de la mondialisation néolibérale, de la croissance des inégalités et de la crise climatique et écologique se poursuit par les réflexions d’auteurs et d'autrices associés entre autres au courant altermondialiste – cela sous le règne de Jean-Claude Ravet qui y entre en 2000 à titre de secrétaire de rédaction, pour en devenir le rédacteur en chef de 2005 à 2019. 
Si les jésuites s'y font moins présents, Relations continue, jusqu'à sa suspension, à solliciter leur collaboration et à refléter leur action dans le monde (rubriques Horizons et Sur les pas d'Ignace entre autres), à proposer plusieurs articles sur des questions religieuses et spirituelles ainsi que des dossiers thématiques tels que «En quoi croyons-nous» (no 814), «La spiritualité pour changer le monde» (no 809), «Les rites au coeur du lien social» (799), «Une Église appauvrie, une chance?» (no 759) et «La théologie de la libération d'hier à aujourd'hui» (752), entre autres.

### De 2011 à 2021: les 70e, 75eet 80eanniversaires
Relations célèbre son 70e anniversaire en 2011-2012 en publiant le dossier «La force de l’indignation» (no 747) qui lui vaudra un Prix d’excellence de la SODEP. Le 14 mars 2012, au Gesù à Montréal, un événement rassemble près de 400 personnes, dont une vingtaine de collaborateurs, artisans de la revue et artistes. La revue publie aussi les Chroniques du 70e anniversaire et lance un nouveau site Web. Bibliothèque et Archives nationales du Québec (BAnQ) numérise tous les numéros de Relations parus entre 1941 et 2012. Depuis, tous ses numéros sont disponibles dans son catalogue numérique,.
En 2016, à l’occasion de son 75e anniversaire, l’exposition «Relations, une revue engagée dans son époque» est présentée à l’hôtel de ville de Montréal, au Salon du livre de Montréal, à l’Université Laval et à l’Université du Québec à Montréal. Des lancements, causeries et conférences se tiennent autour des thèmes de la trilogie de numéros anniversaire publiée: «L’amour du monde – socle de toute résistance» (no. 782, janvier-février 2016), «La résistance, impératif de notre temps» (no. 783, avril 2016) et «La puissance de la création» (no. 784, mai-juin 2016). Une conférence de Jean Bédard se tient le 7 mars 2016 et la conférence-débat «Des revues en résistance» a lieu le 12 avril 2016, à Montréal. Un spectacle de poésie et de musique fait salle comble au Gesù le 15 mai 2016. Y ont participé José Acquelin (animateur et coordonnateur artistique), Marie-Célie Agnant, Jocelyn Bérubé, Paul Chamberland, Jean-Marc Desgent, Hélène Dorion, Bernard Émond, Ivy, Suzanne Jacob, Natasha Kanapé Fontaine, Élise Turcotte, Normand Guilbeault, Pierre Saint-Jak et Jean Vanasse, en plus de l’équipe de la revue. Sous la direction de Jean-Claude Ravet, Lux Éditeur publie l’anthologie Relations, plus de 75 ans d’analyse sociale et engagée.
En 2021, pour son 80e anniversaire, Relations propose le dossier «En quoi croyons-nous?» et réalise une refonte majeure, en dynamisant ses publications sur son site Web, incluant des balados et webinaires. Un lancement webdiffusé (en raison de la pandémie de Covid-19) a lieu le 1er septembre 2021 au Centre St-Pierre, à Montréal. France Leduc et Anne Vaugeois remportent nominations et prix d'excellence pour le graphisme (voir Prix et honneurs). Si la revue continue de renouveler ses rubriques, elle maintient toujours sa ligne éditoriale.
Trois ans plus tard, lorsque le conseil d’administration du Centre justice et foi procédera à sa suspension controversée , le 21 mars 2024, le numéro qui deviendra son dernier – proposant le dossier «Guerre-paix: perspective en clair obscur» (no 824) – venait tout juste d’être lancé.

## Rôle et ligne éditoriale
Tout au cours de son histoire, Relations publie des textes d’analyse sociale et de réflexion critique concernant les enjeux sociaux, religieux, politiques, environnementaux et culturels de son époque, dans une perspective progressiste. À partir des années 2000, elle propose aussi davantage de réflexions spirituelles et littéraires (les rubriques Questions de sens, Carnet, chronique littéraire, etc.) ainsi que les œuvres d’un grand nombre d’artistes visuels du Québec. Si elle s'adresse à un lectorat majoritairement québécois, elle rejoint aussi un lectorat ailleurs au Canada et dans la francophonie. Portant un projet de société juste et sans exclusion, elle s’est toujours montrée ouverte sur le monde, réservant une place importante aux réalités vécues par les populations exclues et les mouvements sociaux d’autres pays, bénéficiant en cela de la contribution du réseau international des jésuites.

Le rôle que Relations et le Centre justice et foi jouaient dans le paysage intellectuel et médiatique québécois, et la perte que leur fermeture représente, ont été soulignés entre autres dans des textes publiés par Catherine Caron, Mathieu-Robert Sauvé ainsi que Marie-Célie Agnant, Claude Vaillancourt et 22 cosignataires d’une lettre ouverte dans La Presse. Jean-Claude Ravet écrit:
«S’alliant aux voix croyantes, non croyantes, ou autrement croyantes, selon le mot de Michel de Certeau, émanant de tout lieu – populaire, syndical, universitaire, culturel, artistique, citoyen – de la société civile québécoise, elles partageaient un même souci du bien commun, une même attention à tous ceux et celles qui sont exclus, marginalisés et invisibilisés par la société. C’était là la singularité exceptionnelle de ces deux institutions québécoises qu’étaient Relations et le Centre justice et foi, si nécessaires tant à la société qu’à l’Église québécoises.»
D'une publication mensuelle pendant des décennies (d’une trentaine de pages), Relations est passée à une fréquence de 10 dans les années 1990, de 8 parutions par an en 2000 (de 32, puis 42-46 pages), puis de 4 parutions par an en 2021 (72-76 pages), en proposant de plus en plus de contenus sur son site Web. En 2023, elle se situait au deuxième rang des meilleures ventes parmi les revues culturelles promues par la Société de développement des périodiques culturels québécois (SODEP). Tant la SODEP que l'Association des médias catholiques et oecuméniques (AMÉCO) lui ont décerné plusieurs prix d’excellence et nominations. Longtemps, des Soirées Relations et des journées d’étude liées à ses dossiers ont permis de prolonger les réflexions et débats proposés dans ses pages et par le Centre justice et foi. L'anthologie Relations, plus de 75 ans d’analyse sociale et engagée relate une partie de sa contribution à la vie intellectuelle et sociale du Québec.

## Comités de rédaction, auteurs et autrices
Relations aura publié des centaines d’auteurs et d’autrices d’horizons variés en 84 ans, des croyants et non-croyants appartenant à différents courants de la gauche ainsi que plusieurs figures intellectuelles de différents pays.
Parmi les personnes y ayant publié des textes et ayant contribué directement à ses comités de direction ou de rédaction : Yves-Marie Abraham, Anne-Marie Aitken, Marie-Célie Agnant, Joseph-Papin Archambault, Richard Arès, Emiliano Arpin-Simonetti, Gregory Baum, André Beauchamp, Michel Beaudin, Albert Beaudry, Gilles Bibeau, Jean-Marc Biron, Dominique Boisvert, Guy Bourgeault, Ginette Boyer, Catherine Caron, Mélanie Chabot, Jacques Chênevert, Myriam Cloutier, Jacques Cousineau, Denise Couture, Eve-Lyne Couture, Jean-Louis D’Aragon, Amélie Descheneau-Guay, Irénée Desrochers, Louise Dionne, Claire Doran, Céline Dubé, Guy Dufresne, Jonathan Durand Folco, Élisabeth Garant, Vincent Greason, Lorraine Guay, Julien Harvey, Mouloud Idir, Fernand Jutras, Nicole Laurin, Karl Lévêque, Pierre Lucier, Joseph-H. Ledit, Marcel Marcotte, Robert Mager, Guy Ménard, Agusti Nicolau, Françoise Nduwimana, Guy Paiement, Julie Perreault, Rolande Pinard, Jean Pichette, Jacques Racine, Jean-Claude Ravet, Jean-d'Auteuil Richard, Jean-Paul Rouleau, Louis Rousseau, Carolyn Sharp, Jacques St-Aubin, Roger Sylvestre, Francine Tardif, Gisèle Turcot, Yves Vaillancourt, Marco Veilleux.
Y ont tenu le Carnet ou la chronique littéraire/poétique: José Acquelin, Marie-Célie Agnant, Jean-François Casabonne, Marc Chabot, Paul Chamberland, Ying Chen, Jean-Marc Desgent, Denise Desautels, Hélène Dorion, Bernard Émond, Yara El-Ghadban, Gabrielle Filteau-Chiba, Violaine Forest, Marie-Élaine Guay, Brigitte Haentjens, Suzanne Jacob, Natasha Kanapé Fontaine, Naïm Kattan, Robert Lalonde, Marie-Andrée Lamontagne, Valérie Lefebvre-Faucher, Catherine Mavrikakis, Hélène Monette, Wajdi Mouawad, Emné Nasereddine, Virginia Pésémapéo Bordeleau, Nathalie Plaat, Pascale Quiviger, Yvon Rivard, Olivia Tapiero, Élise Turcotte, Louise Warren, Ouanessa Younsi.
D’autres personnalités ayant publié dans Relations (entre 2000 et 2024):  Jean Bédard, Roy Bourgeois, Suzanne-G. Chartrand, Georges Corm, Guy Côté, Déborah Danowski, Alain Deneault, Francine Descarries, Sylvie Drapeau, Anne Fortin, Ivone Gebara, Sylvie Germain, José Ignacio González Faus, Jean-Claude Guillebaud, Claude Lacaille, Céline Lafontaine, Georges Leroux, João Batista Libânio, Henri Madelin, Deirdre Meintel, Ismael Moreno Coto, Jean Morisset, André Myre, Maya Ombasic, Éric Pineault, Camille Robert, Gilles Routhier, Bernard Senécal, Claude Vaillancourt, Jean-Philippe Warren. 
Parmi les figures sociales, religieuses et intellectuelles interviewées (entre 2000 et 2024): Gilbert Achcar, Louise Arbour, Marie Balmary, Maurice Basque, André Beauchamp, Jean Bédard, Miguel Benasayag, Omar Benderra, Sihem Bensedrine, Gilles Bibeau, Amzat Boukari-Yabara, Antonio Casilli, Olivier Clain, Robert Crépeau, Caroline Dawson, Denys Delâge, Olivier Ducharme, Enrique Dussel, Bernard Émond, Nayla Farouki, Élisabeth de Fontenay, Michel Freitag, Gilles Gagné, Vincent de Gaulejac, Jacques B. Gélinas, Gaël Giraud, Jacques T. Godbout, Jean-Marie Harribey, Jean-Claude Icart, Mylène Jaccoud, Hans Küng, Bruno Latour, Guillaume le Blanc, Raymond Lemieux, Étienne Le Roy, Suzanne Loiselle, Joseph Massad, Karen Messing, Jürgen Moltmann, Jean-Marie Muller, Ashis Nandy, Annine Parent, Guillaume Pitron, Pierre Rabhi, Hartmut Rosa, Régine Robin, Antoine Sfeir, Pablo Stefanoni, Isabelle Stengers, Aminata Traoré, Josselin Tricou, Louise Vandelac, Gilles Vigneault, Jean Ziegler.
Illustrateur régulier: Jacques Goldstyn

## Concours et bourses

### Bourse Bertrand
Depuis 1988, le Centre justice et foi en collaboration avec Relations décernait annuellement une bourse à un étudiant inscrit au doctorat dans une université québécoise. La personne lauréate était invitée à devenir collaboratrice du Centre de justice et foi en plus de se voir remettre un montant d'argent.

### Concours d'écriture «Jeunes voix engagées»
Depuis 2016, Relations organisait un concours d'écriture qui s'adressait aux jeunes adultes de 18 à 30 ans. Les participants devaient soumettre un texte en français dans l'une des deux catégories proposées: «Analyse» et «Création». Les lauréats et lauréates recevaient un prix en argent, un abonnement d'un an à la revue et voyaient leur texte publié. Il s'agit de : Marie-Laurence Rancourt (2016), Simon Chaunu (2019), Sophie Marois (2020) et David Carpentier (2021), Jean-Louis David et Magdalena Kogut (2022).

## Prix et honneurs
- 2012: Prix d’excellence de la SODEP, catégorie meilleur dossier ou reportage, pour le dossier «La force de l’indignation»  (no 747, mars 2011)[52]
- 2013: Prix d’excellence de la SODEP, catégorie meilleur dossier ou reportage, pour le dossier «La mémoire vivante»  (no 758, août 2012)[53]
- 2014: Prix d’excellente de la SODEP, catégorie création en prose, pour le texte «Sofialorène, si loin de la délivrance» de Marie-Célie Agnant[54] (no 767, septembre 2013)
- 2016: Prix d’excellence de l’Association des médias catholiques et œcuméniques (AMéCO) pour le dossier «Fragments d’éphémère»  (no 779, août 2015)[55]
- 2016: Prix d’excellence de la SODEP, catégorie portrait ou entrevue, nomination de «Mes langues à moi sont toutes mortes» de Rodney Saint-Eloy (no 778, juin 2015)[56]
- 2016: Prix Lyse-Daniels, volet international, décerné par Impératif français[57]
- 2018: Prix d’excellence de l’AMéCO, catégorie réflexion pour le texte de Frédéric Barriault «Des sources chrétiennes aux luttes sociales»[55] (no 796, mai-juin 2018)
- 2020: Prix d’excellence de l’AMéCO, catégorie réflexion pour le texte de Jean-Claude Ravet «Le devenir machine de l’être humain?», paru dans le dossier de mai-juin 2020 sur l’intelligence artificielle[55].
- 2021 : Prix d’excellence de la SODEP, catégorie création littéraire, pour le texte «Gianna» de Yara El-Ghadban (no 810, octobre 2020)[53].
- 2022: Prix d’excellence de la SODEP, catégorie article de fond ou reportage pour le texte «Sarha» de Yara El-Ghadban (no 812)[53] ( no 812, printemps 2021)
- 2022: Prix d'excellence de l'AMÉCO[58]:
  - catégorie, Entrevue: Jean-Claude Ravet, pour son grand entretien avec le poète Gilles Vigneault, «Le veilleur au milieu de la brume» (Relations, n° 815, hiver 2021-2022)
  - catégorie Mise en pages: France Leduc (Tatou communication visuelle) pour le dossier «Violences sexuelles: faire corps contre le pouvoir» (Relations, n° 816, printemps 2022), un dossier illustré par l’artiste invitée Caroline Boileau
- 2023: Prix d'excellence de l'AMÉCO[58]: 
  - dans la catégorie Dossier: l’équipe éditoriale et les collaborateurs-trices du dossier «Vivre sans statut au Québec», (Relations, n° 819, hiver 2022-2023)
  - catégorie Nouvelle ou reportage d’intérêt national: Jules Nadeau pour son texte «Burton Ledoux: histoire d’un lanceur d’alerte oublié» (Relations, n° 820, printemps 2023)